# جون روبرتس (سياسي)
جون روبرتس هو عالم سياسة وسياسي كندي، ولد في 28 نوفمبر 1933 في هاميلتون في كندا، وتوفي في 30 مارس 2007 في تورونتو في كندا بسبب نوبة قلبية. حزبياً، نشط في الحزب الليبرالي الكندي. وقد انتخب عضو مجلس العموم الكندي.